# 索勒市鎮
索勒市鎮（丹麥語：Sorø kommune）是丹麥的一個市鎮，位於西蘭島中西部，並包括默恩島等島嶼，屬西蘭大區。面積311.05平方公里，2009年人口29,458人。行政中心为索勒。
2007年1月1日由原索勒和另外兩個市鎮合併而成。